# Gonville Bromhead

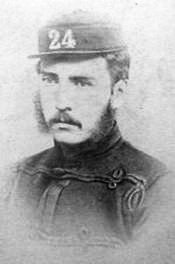
Gonville Bromhead, um 1872

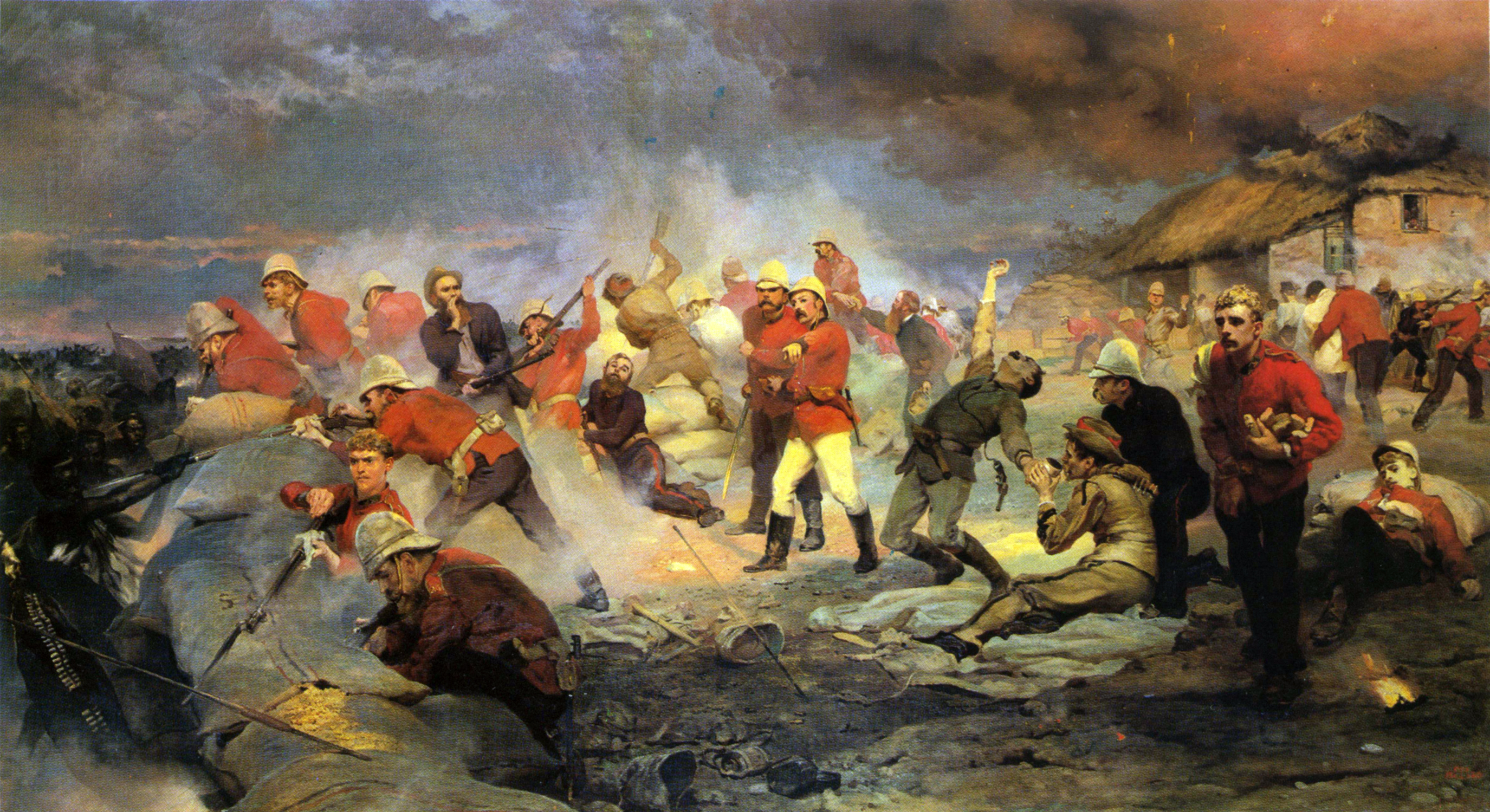
Die Verteidigung von Rorke’s Drift von Lady Butler; Bromhead ist in der Mitte des Bildes dargestellt

Gonville Bromhead VC (* 29. August 1845 in Versailles; † 9. Februar 1892 in Allahabad) war ein britischer Offizier und Träger des Victoria-Kreuzes. Er kommandierte die britischen Truppen bei Rorke’s Drift im Zulukrieg.

## Leben
Er war der vierte und jüngste Sohn des Sir Edmund Bromhead, 3. Baronet, Gutsherr von Thurlby Hall in Lincolnshire. 1867 trat er als Ensign des 24th (2nd Warwickshire) Regiment of Foot in die British Army ein und wurde 1871 zum Lieutenant befördert.
Im Januar 1879 drangen britische Kolonialtruppen aus der Kolonie Natal in das Königreich Zululand. Die stärkste Angriffskolonne, unter Lord Chelmsford, rückte über den Buffalo River, bei der Missionsstation Rorke’s Drift, vor. Lieutenant Bromhead wurde beauftragt, mit der B-Kompanie des 2. Bataillon des 24th Regiment of Foot die Station zu schützen. Am 22. Januar 1879 griffen ca. 4.000 Zulu bei Rorke’s Drift an. Bromhead kommandierte gemeinsam mit John Rouse Merriott Chard die 139 britischen Soldaten, welche die Station erfolgreich verteidigten. Für seine Verdienste in dieser Schlacht erhielt er am 22. August 1879 in Utrecht von Garnet Joseph Wolseley das Victoria-Kreuz, die höchste Auszeichnung Großbritanniens „für überragende Tapferkeit im Angesicht des Feindes“, überreicht.
Nach den Kämpfen bei Rorke’s Drift wurde Bromhead zum Captain und zum Brevet-Major befördert. Sein Regiment wurde 1881 zu The South Wales Borderers umbenannt. 1883 erreichte er den regulären Rang eines Majors. Er diente in Britisch-Indien, wo er am Birma-Feldzug teilnahm und 1892 an Typhus starb.
Im Film Zulu von 1964 wurde er durch Michael Caine verkörpert.